# Zehneria macrantha
Zehneria macrantha är en gurkväxtart som först beskrevs av W.J.de Wilde och Duyfjes, och fick sitt nu gällande namn av H.Schaef. och S.S.Renner. Zehneria macrantha ingår i släktet Zehneria och familjen gurkväxter. Inga underarter finns listade i Catalogue of Life.